# ایدو مانرو
ایدو مانرو (انگلیسی: Iddo Munro; ۲۶ مارس ۱۸۸۸ – ۲۷ اکتبر ۱۹۸۰) دوچرخه‌سوار اهل استرالیا بود.  وی در مسابقات تور دو فرانس شرکت کرده‌است.